# Шуленбург, Фриц
Фриц Шуленбург (нем. Fritz Schulenburg; 4 сентября 1894, Йерихов — 5 августа 1933, Тангермюнде) — немецкий антифашист, борец сопротивления.

## Биография
Сын рабочего. После окончания начальной школы трудился в деревообрабатывающей отрасли, на сельскохозяйственных работах.

### В рядах сопротивления
В 1920 году стал членом Компартии Германии. Был одним из организаторов районной ячейки КПГ. В июле 1931 года участвовал в противодействиях акциям фашистов-штурмовиков в Альтмарке, занимался агитацией среди сельского населения, доносил правду о нацизме.
После прихода к власти нацистов с 1933 года на нелегальном положении, борец сопротивления национал-социализму.

### Смерть
В июле 1933 года Шуленбург был арестован СС и доставлен в тюрьму Тангермюнде, где подвергся жестоким пыткам, в результате которых умер в августе 1933 года.

## Память
- Позже на кладбище Тангермюнде, где Ф. Шуленбург был похоронен, создали мемориал в память о нём. В 1984 году в Йерихове был установлен мемориальный камень.

- Одна из улиц Тангермюнде носит его имя.